# Blatouch

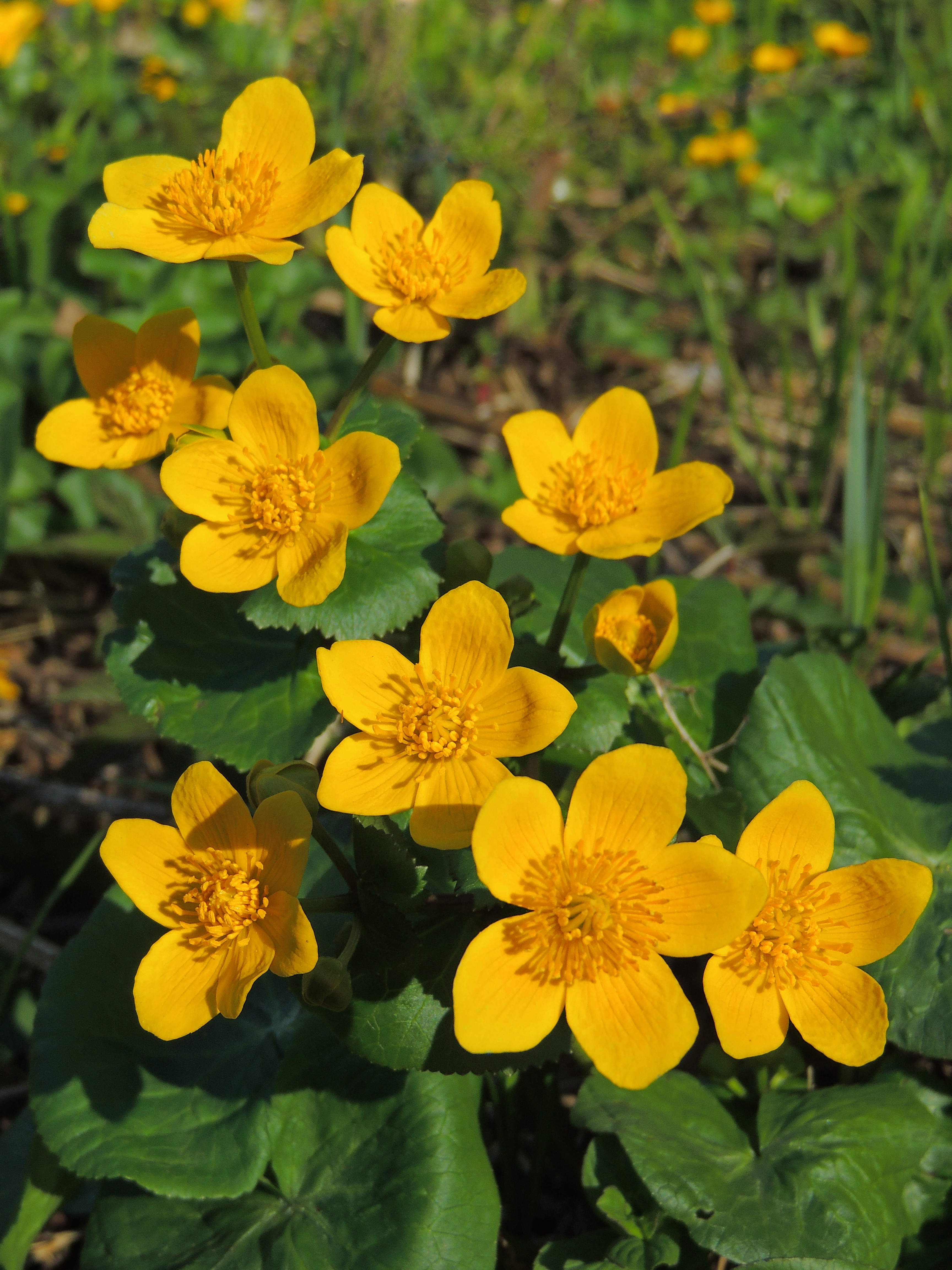
Květenství blatouchu bahenního

Blatouch (Caltha) je rod rostlin z čeledi pryskyřníkovité (Ranunculaceae). Jsou to vytrvalé byliny s řapíkatými listy a bílými, žlutými nebo výjimečně červenými květy s mnoha tyčinkami. Gyneceum je apokarpní, plodem je souplodí měchýřků. Vyzrálé rostliny jsou za čerstva jedovaté, účinnou látkou je dráždivý protoanemonin.
Rod zahrnuje asi 16 druhů a je rozšířen v mimotropických oblastech severní i jižní polokoule. V České republice roste jediný druh, blatouch bahenní.
Blatouchy jsou občas pěstovány jako vlhkomilné trvalky či skalničky. Mladé rostliny bývají využívány jako zelenina. Některé druhy mají význam i v bylinném léčení.

## Popis
Blatouchy jsou vytrvalé jednodomé byliny s jednoduchou nebo v horní části řídce větvenou lodyhou. Listy jsou jednoduché, střídavé, buď uspořádané v přízemní růžici nebo i lodyžní, s okrouhlou, ledvinitou nebo vejčitou, celistvou nebo výjimečně laločnatou, na okraji zubatou, vroubkovanou nebo řidčeji celokrajnou čepelí se srdčitou bází. Spodní listy bývají řapíkaté, horní téměř až zcela přisedlé. Řapík bývá na bázi pochvatý.
Květy jsou oboupohlavné, jednotlivé na vrcholu stonku nebo uspořádané v řídkých korymbózních vrcholících. Kalich je korunovitě zbarvený (petaloidní) a nahrazuje chybějící korunu (v některých zdrojích je interpretován jako okvětí). Kališních lístků je 5 nebo více a mohou být žluté, bílé nebo výjimečně červené. Tyčinek je mnoho. Gyneceum je apokarpní, složené z 5 až mnoha volných pestíků. Plodem je souplodí měchýřků. Měchýřky jsou čárkovitě podlouhlé až elipsoidní, přisedlé nebo stopkaté, zobánkaté, a obsahují několik hladkých, hnědých, elipsoidních semen.

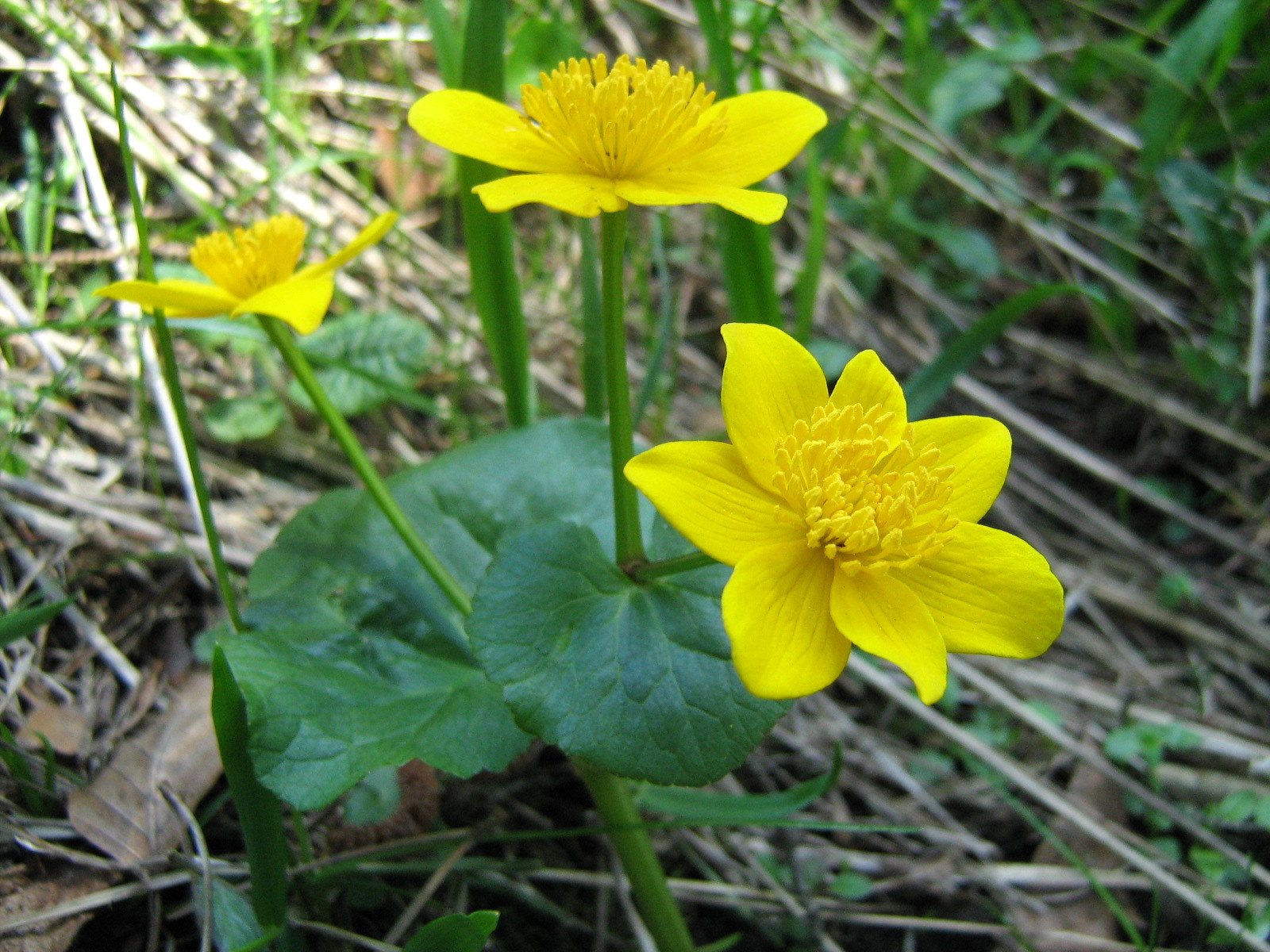
Detail květů blatouchu bahenního
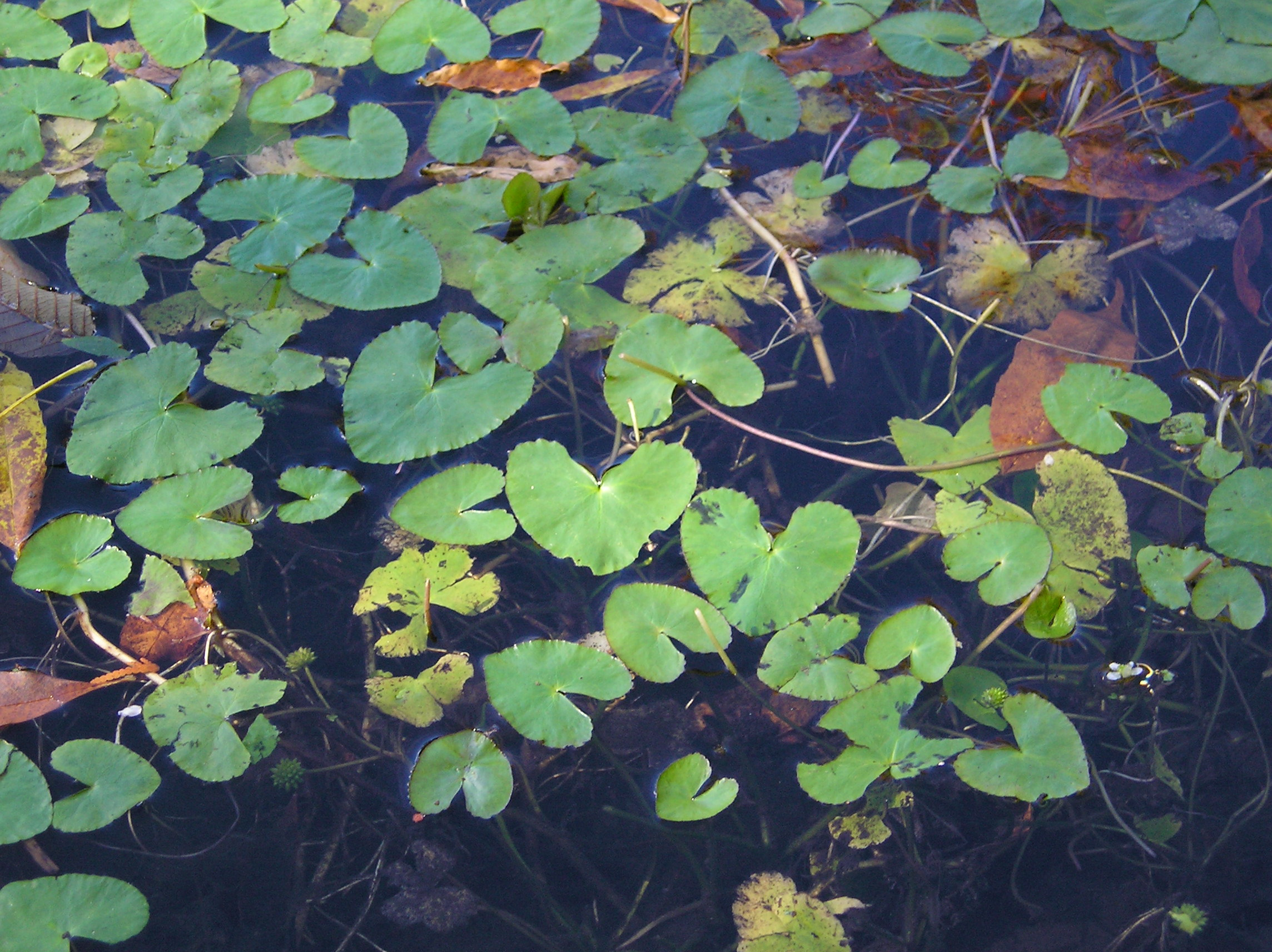
Vodní druh Caltha natans
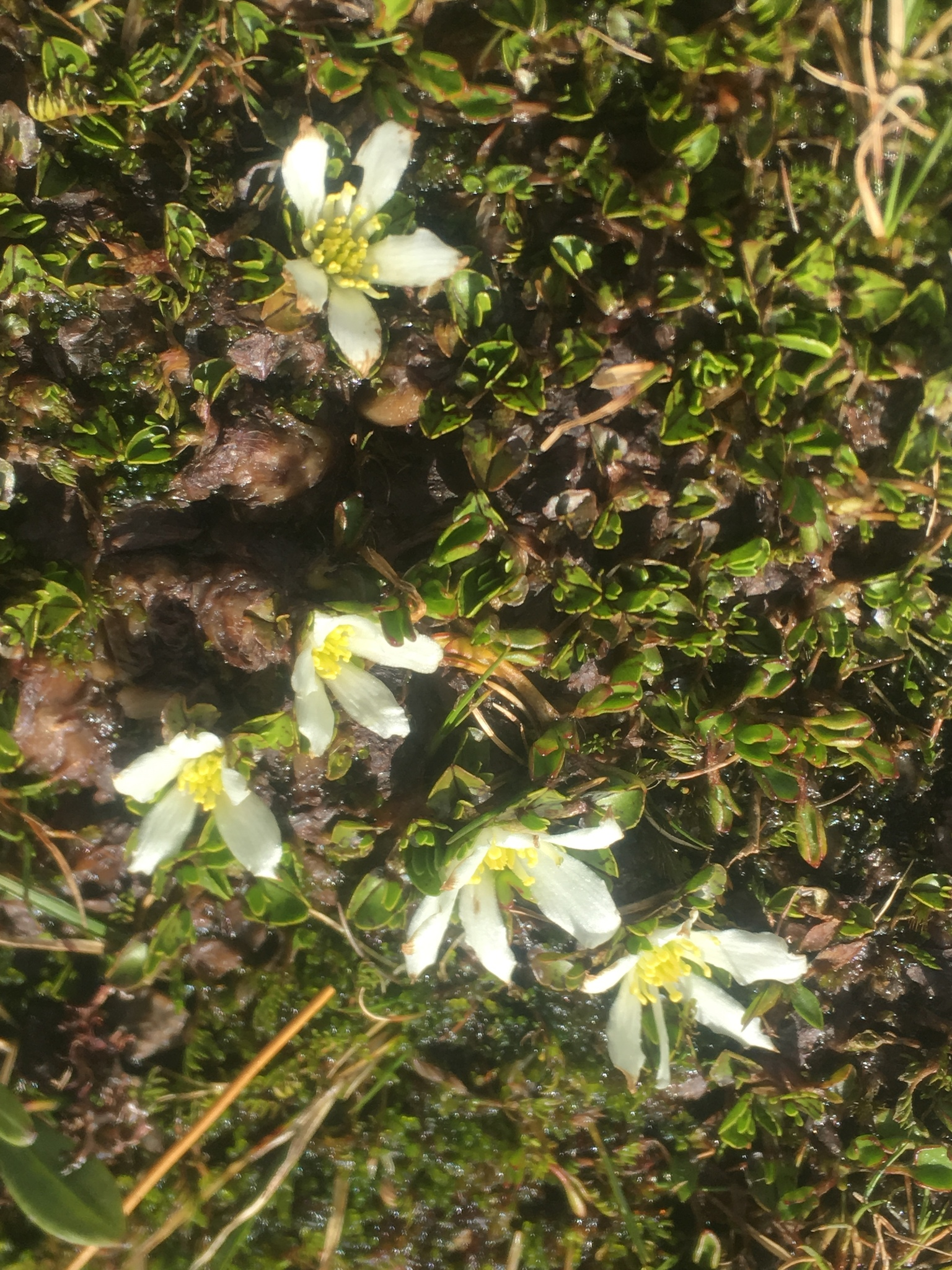
Přízemní novozélandský druh Caltha obtusa
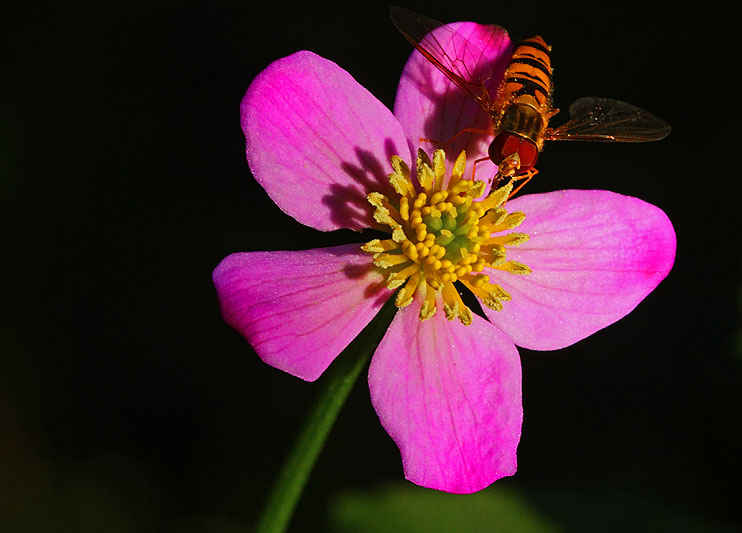
Květ Caltha sinogracilis f. rubriflora

## Rozšíření
Do rodu blatouch je řazeno asi 16 druhů. Rod je rozšířen v mimotropických oblastech severní i jižní polokoule a je zastoupen na všech kontinentech s výjimkou Afriky. Zdaleka největší areál má blatouch bahenní, rozšířený na většině území Eurasie a Severní Ameriky s výjimkou jihu Spojených států amerických a Mexika. Je zároveň jediným evropským zástupcem rodu. V Asii a Severní Americe zároveň je rozšířen i druh Caltha natans. Další tři severoamerické druhy jsou rozšířeny v západních oblastech USA, dva z nich přesahují i do západní Kanady.
V Asii je centrum rozšíření v Číně, odkud jsou udávány tři druhy.
V Jižní Americe rostou 3 druhy. Druh Caltha sagittata je rozšířen v andské oblasti od Ekvádoru po Patagonii, zbývající dva druhy jsou výskytem omezeny na jih kontinentu.
V jihovýchodní Austrálii roste Caltha introloba, na Tasmánii endemický druh Caltha phylloptera. Dva endemické druhy rostou i na Novém Zélandu.
Blatouchy rostou na vlhkých až bažinatých stanovištích, řidčeji i jako sladkovodní rostliny se vzplývajícími listy. Vyskytují se v arktickém a severním i jižním mírném pásu. Přesahují i do subtropů, kde rostou v alpínských oblastech.

## Ekologické interakce
Blatouchy jsou opylovány širokou paletou různého hmyzu. Květy blatouchu bahenního navštěvují různí brouci, včely, vosy, mouchy, mravenci, motýli i třásněnky.

## Obsahové látky a jedovatost
Všechny části zralé rostliny blatouchu jsou za syrova jedovaté. Hlavní účinnou látkou je protoanemonin s dráždivými účinky. Obsah této látky v mladé rostlině blatouchu bahenního před rozkvětem je malý a lze ji po uvaření jíst jako zeleninu. Jedovatost se ztrácí také usušením nebo uvařením, při němž protoanemonin polymerizuje na netoxický anemonin. I otrava po požití zralé rostliny se projevuje až po požití velkého množství materiálu. Podstatně jedovatější je blatouch americký. Otravy blatouchem jsou u lidí jsou řídké. Ve vážnějších případech se objevuje intenzivní bolest a otok v ústech, zvýšené slinění a tvorba puchýřků na ústní sliznici. Později nastupují silné žaludeční křeče, provázené průjmem a zvracením. Ovlivnění centrálního nervového systému se projevuje závratěmi, krátkodobými ztrátami vědomí a záchvaty. Léčba je symptomatická. Šťáva z blatouchu může také způsobit podráždění kůže.

Toxický protoanemonin
Netoxický dimer anemonin

## Taxonomie a prehistorie
Rod Caltha je v rámci čeledi Ranunculaceae řazen do podčeledi Ranunculoideae. Zařazení do tribu není v literatuře dosud ustáleno. Někdy je řazen do široce pojatého tribu Helleboreae, jindy do samostatného tribu Caltheae. Ani vymezení samotného rodu není zcela ustáleno. Někdy je pojímán úzce, zatímco v jiných zdrojích jsou do něj řazeny i rody Psychrophila a Thacla.
K diverzifikaci rodu došlo asi před 50.5 milióny let v oblasti severní polokoule. Druhy rozšířené na jižní polokouli jsou odvozené od severoamerických druhů. K šíření tedy patrně došlo přes Jižní Ameriku, odkud se zástupci rodu dostali do Austrálie a na Nový Zéland. Nejstarší vývojovou větev představuje vodní druh Caltha natans.

## Zástupci
- blatouch americký (Caltha leptosepala)
- blatouch bahenní (Caltha palustris)

## Význam
Některé druhy jsou pěstovány jako vlhkomilné skalničky či trvalky. Mimo blatouchu bahenního, který byl vyšlechtěn i v podobě plnokvětých kultivarů ('Plena', 'Flore Pleno', 'Multiplex'), se pěstují zejména nízké alpínské druhy s bílými květy: blatouch americký (Caltha leptosepala) ze severozápadu Severní Ameriky a Caltha introloba z jihovýchodní Austrálie.
Všechny části blatouchu bahenního jsou po uvaření jedlé. Zejména v Severní Americe je to oblíbená předjarní zelenina, neboť roste v době, kdy je jiné zeleniny jen málo. Poupata jsou občas nakládána nebo vařena jako náhražka kapar. Podobně se využívají i poupata blatouchu amerického  a druhů Caltha biflora a Caltha natans. Vařené kořeny těchto druhů jsou využívány jako zelenina.
Blatouchy jsou celkem okrajově využívány i v přírodním léčení. Kořeny blatouchu bahenního slouží jako emetikum, projímadlo a adstringens, proti křečím, revmatu aj. V magii se blatouch používá jako ochrana proti kouzlům lásky. Blatouch americký je zevně aplikován na bradavice a zranění, vnitřně jako expektorans a proti křečím. Pasta z druhu Caltha alba je aplikována lokálně při revmatismu, odvar z kořenů při vysokých horečkách. Extrakt z listů mírní bolesti svalů a aplikuje se zevně zejména na ramena a krk.

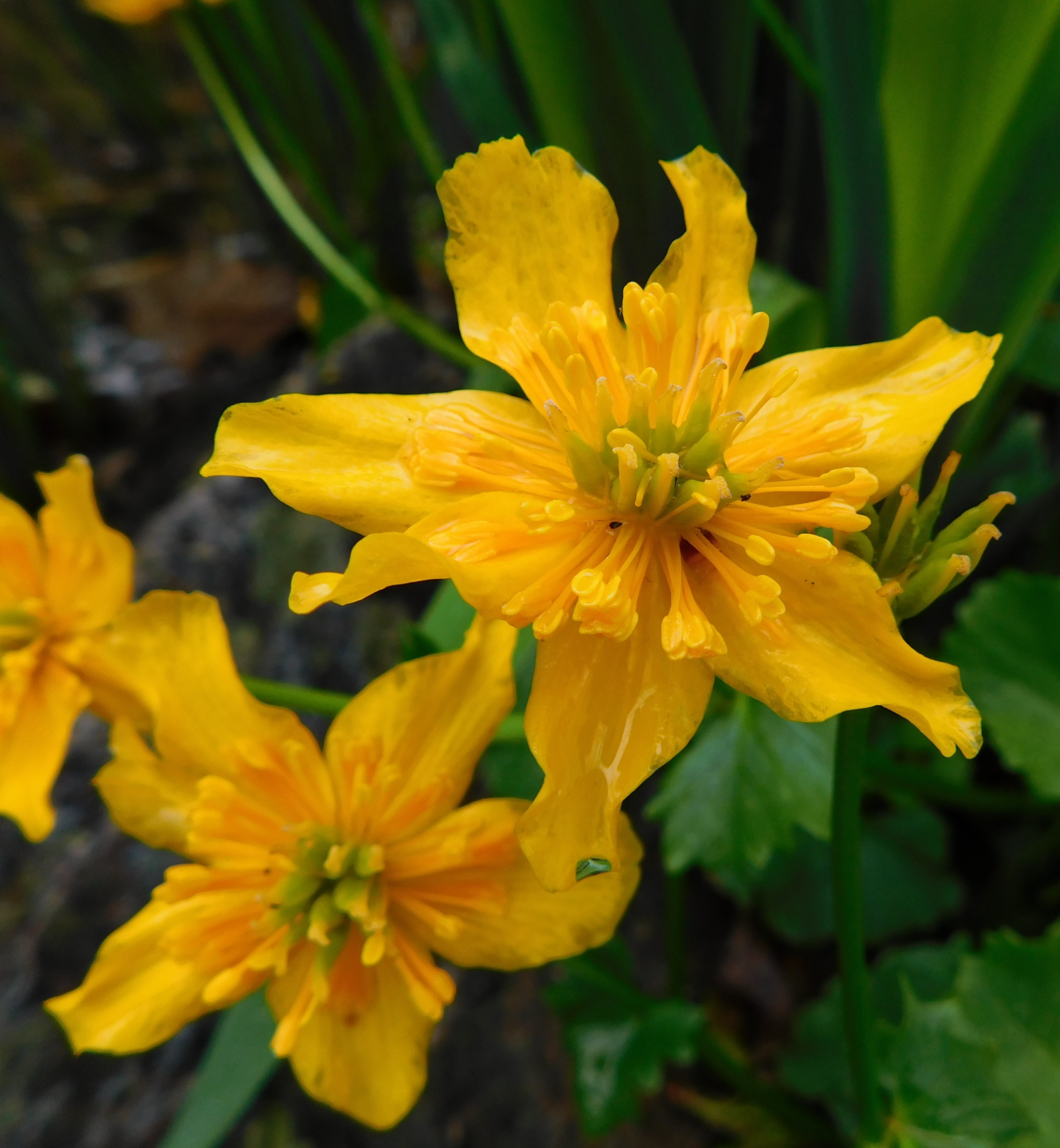
Blatouch bahenní, kultivar 'Double Gold'
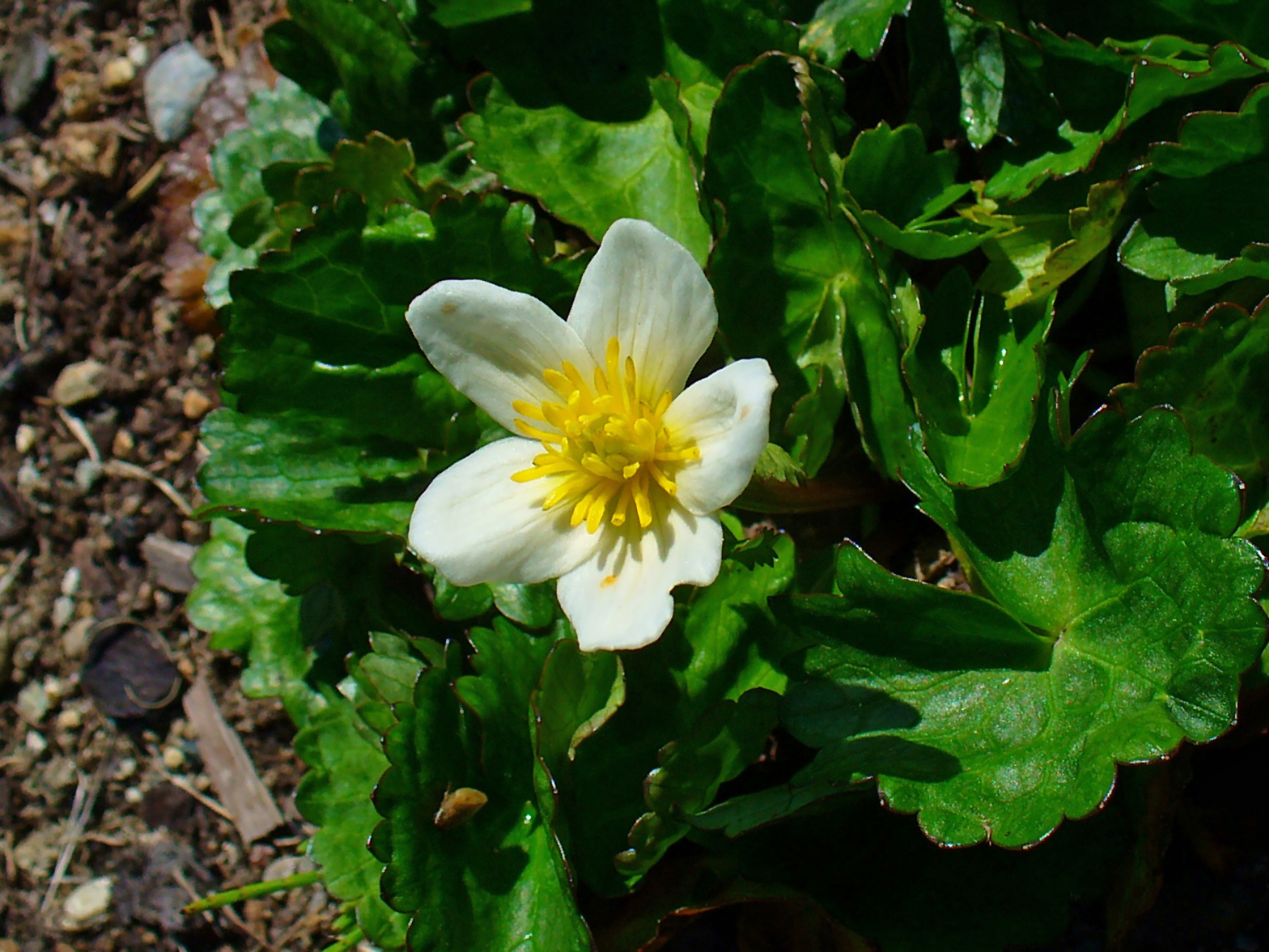
Bělokvětý kultivar blatouchu bahenního 'Alba'
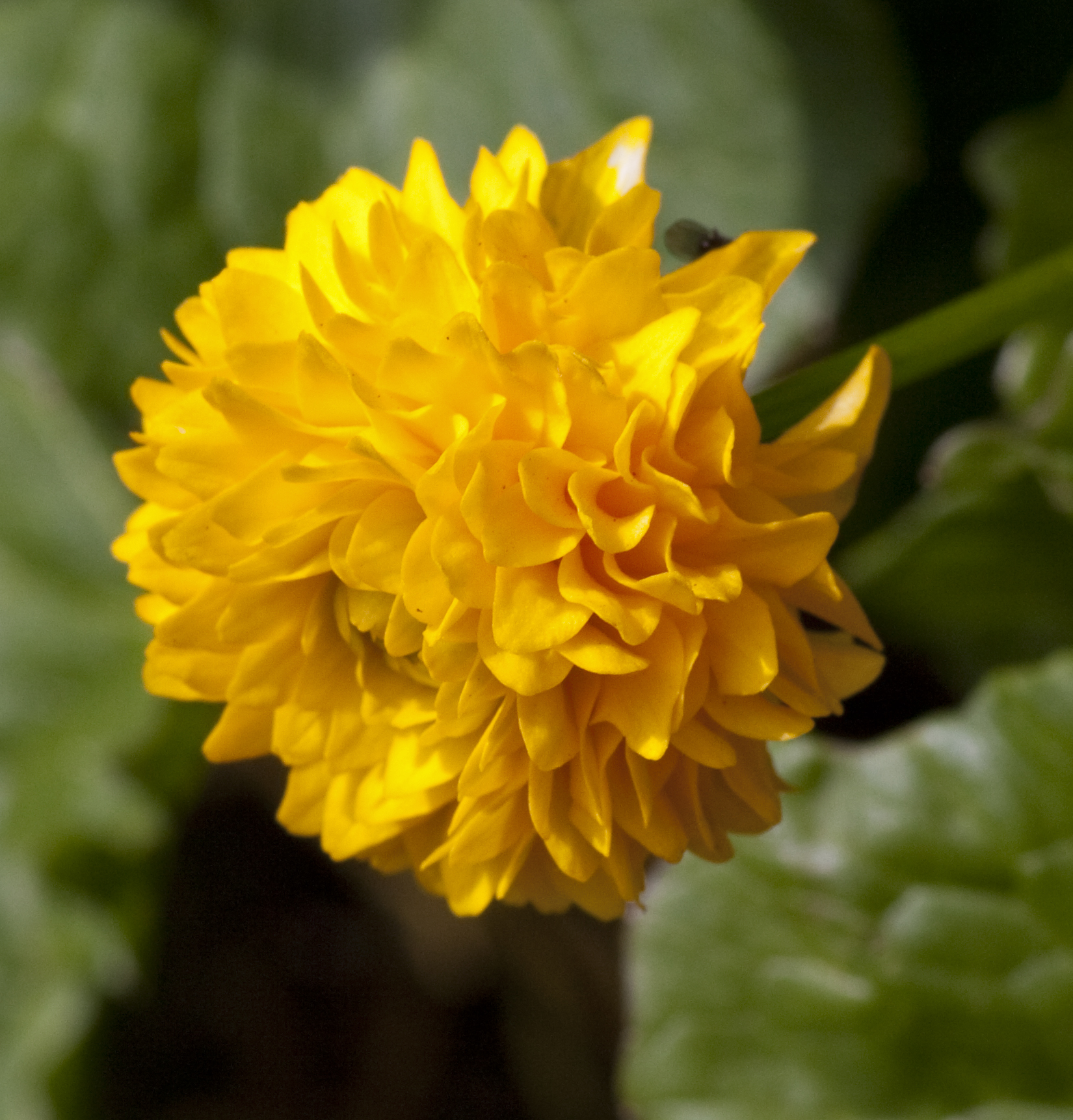
Plnokvětý kultivar blatouchu bahenního 'Multiplex'